# ای‌جی‌ال انرژی
ای‌جی‌ال انرژی (به انگلیسی: AGL Energy) شرکت برق استرالیایی است، که در زمینه تولید و توزیع برق، همچنین استخراج و توزیع گاز طبیعی فعالیت می‌نماید. 
شرکت ای‌جی‌ال انرژی در سال ۲۰۰۶ راه‌اندازی شد و در حال حاضر بزرگترین شرکت برق و گاز استرالیا می‌باشد. این شرکت بخش اعظم برق مورد نیازش را از طریق انرژی‌های پایدار، نیروی برق‌آبی و نیروگاه‌های بادی تأمین می‌کند.
دفتر مرکزی این شرکت در شهر سیدنی، استرالیا قرار دارد و سهام آن در بازار بورس اوراق بهادار استرالیا معامله می‌شود.